# Kralenbeek
Kralenbeek is een straat en woontoren in Amsterdam-Zuidoost. De straat kreeg haar naam op 25 juni 1969 en werd vernoemd naar een patriciërshuis nabij Velsen.

## Honingraat
De bebouwing aan Kralenbeek begon als een zogenoemde honingraatflat naar ontwerp van architect Klaas Geerts. Deze lange flat stond zuidwaarts haaks op de "snelweg" Karspeldreef. Begin jaren zeventig konden de bewoners er in. Er werd toen al gesproken over zogenaamde "halve honingraatflats" omdat Kralenbeek en bijvoorbeeld het nabijgelegen Kempering korter waren dan de honingraatflats elders in de wijk (denk aan G-Buurt). Na oplevering van deze galerijflat en parkeergarage werd in 1974 aan de kop richting Karspeldreef een woontoren neergezet, die hetzelfde adres kreeg. Eind jaren negentig wilde men van de galerijflat af, de leegstand bedroeg inmiddels ongeveer 50% en de exploitatie was onbeheersbaar geworden, en in 2000 tot 2003 was de sloop in volle gang. De parkeergarage die ook voor de torenflat werd gebruikt heeft er nog tot 2015 gestaan.

## Woontoren

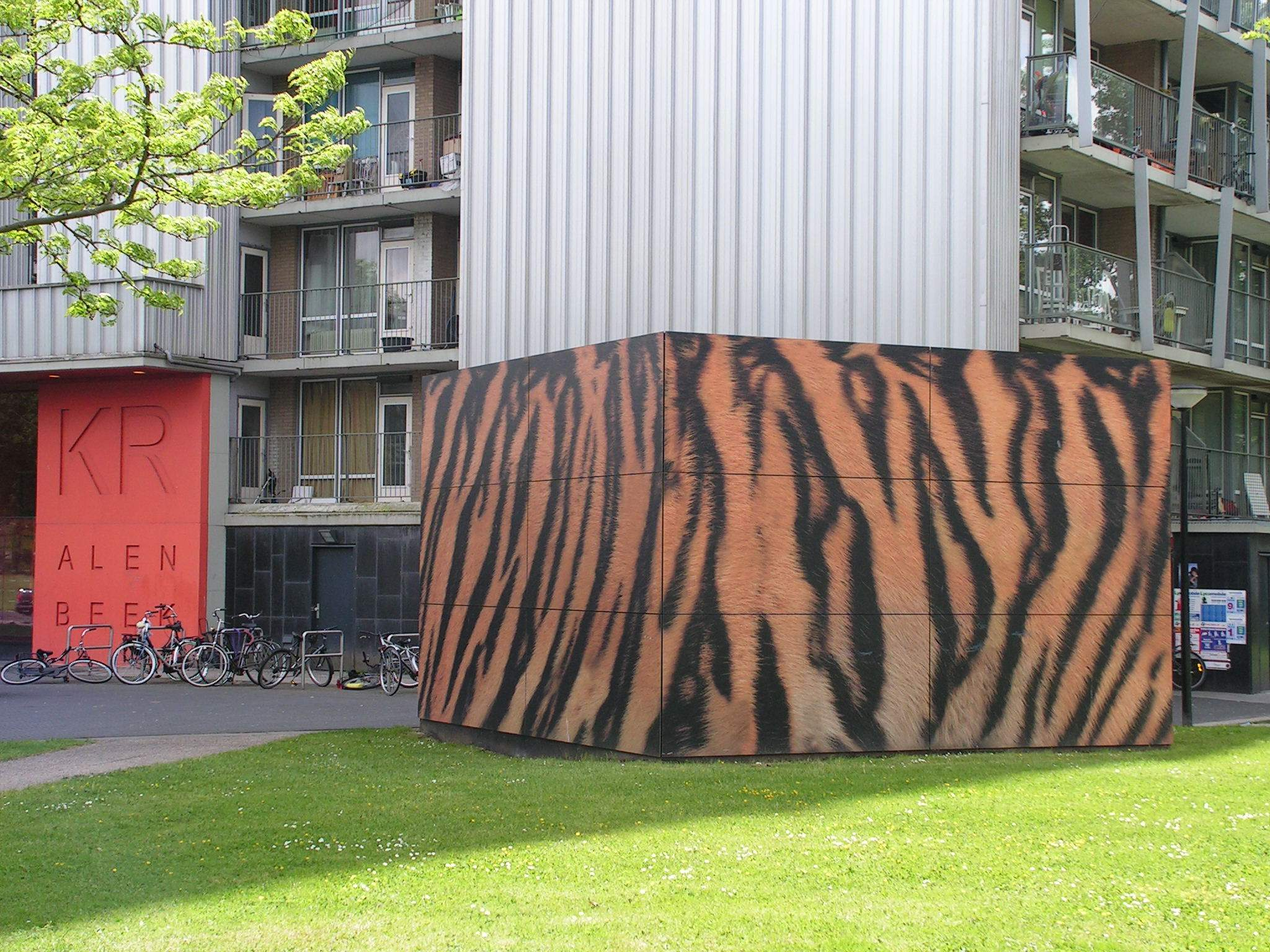
Versieringen entree en transformatorhuisje (2013)

De bijbehorende woontoren naar ontwerp van Bakker & Bakker bleef staan. Deze opvallende torenflat en haar drie buren (Kempering, Klieverink en Kouwenoord) zijn markante oriëntatiepunten in de buurt en aan de Karspeldreef en zijn van ver zichtbaar vanuit het Utrechtse weidegebied ten zuiden van Amsterdam. Ze zijn negentien verdiepingen (met daaronder een plint met boxen) en circa 64 meter hoog. Ze zouden tot de 500 hoogste gebouwen van Nederland behoren of hebben behoord. Rond 2005 werd de buurt rondom deze torenflat resoluut aangepast. In de jaren nul van de 21e eeuw werden de twee belangrijkste verkeersaders ter plekke Karspeldreef en Groesbeekdreef vanaf een dijklichaam naar maaiveldniveau gebracht. De omgeving werd opgeruimd om plaats te maken voor laagbouw. De torenflat met 595 woningen werd in de periode na 2004 gerenoveerd onder leiding van Bastiaan Jongerius Architecten. Eigenaar Woonstichting De Key wilde de stramme flats aangenamer en toegankelijker laten ogen. Een van de ingrepen daarbij was dat de balkons (uiteraard strikt horizontaal) versierd werden met schuine geplaatste verticale lamellen, die ervoor zorgden dat de strenge gevel gebroken werd. Andere maatregelen bestonden uit de verhoging (en versiering) van de entree, plinten van basalt en dakranden. 
Niet alleen de torenflat werd aangepast, ook het bijbehorende transformatorhuisje werd aangepast. Kunstenaar Helmut Dick ontwierp prints van grote katachtige roofdieren, die rondom het huisje werden aangebracht. De zogenaamde Roofdierenblokken zouden staan voor de kracht en energie van de bewoners. Voor Kralenbeek werden het tijgers.